# Stazione di Ruvo di Puglia
La stazione di Ruvo di Puglia, ufficialmente conosciuta solo come stazione di Ruvo, è una stazione ferroviaria passante e di testa posta lungo la linea Bari-Barletta a servizio dell'omonimo comune. È gestita da Ferrotramviaria e si trova nella zona ovest della città. Collega direttamente Ruvo alla città di Bari e al suo aeroporto.

## Storia
L'attuale stazione di Ruvo di Puglia fu costruita nel 1964 e inaugurata il 30 settembre del 1965, alla presenza dell'allora Presidente del Consiglio dei Ministri, Aldo Moro. La precedente stazione, oggi non più esistente, costruita nella seconda metà del XIX secolo ed inaugurata il 9 giugno 1882, si trovava nella parte opposta alla città, nell'attuale Via Pertini, e serviva la precedente e antica tranvia Bari-Barletta.
Dal 2013 è possibile raggiungere l'aeroporto di Bari-Palese Karol Wojtyła direttamente dalla stazione di Ruvo.
Nata con 2 binari, la stazione ha aggiunto il 3 binario a partire dal 1997, al termine del progetto di raddoppio del binario unico sul tratto Bari-Ruvo. Dal marzo del 2019 il doppio binario ha raggiunto la successiva stazione di Corato.
A seguito dell'incidente ferroviario tra Andria e Corato del 12 luglio 2016, la stazione di Ruvo è diventata provvisoriamente terminale della ferrovia Bari-Barletta. Le successive stazioni di Corato, Andria e Barletta sono state servite con l'uso di autobus sostitutivi. Dall'apertura del doppio binario nel marzo del 2019, il capolinea del servizio ferroviario è attestato nella stazione di Corato, riaprendo all'esercizio ferroviario la tratta Ruvo-Corato.

## Struttura
La struttura della stazione di Ruvo di Puglia è quella standard utilizzata per le stazioni della ferrovia Bari Nord. L'edificio, di color azzurro, è formato da due piani, con biglietteria, sala d'attesa, servizi igienici e sottopassaggio che collega in modo sicuro i viaggiatori tra i 3 binari. Nel sottopassaggio sono presenti anche sedili mobili per i viaggiatori con problemi di deambulazioni e diversamente abili.

## Movimento
L'impianto è servito dai treni regionali FR1 e FR2 della rete Ferrovie del Nord Barese, che costituiscono un collegamento suburbano tra Bari e l'hinterland nord Barese della Provincia di Barletta-Andria-Trani e vengono effettuati rispettivamente via Palese Macchie e via Aeroporto. La stazione di Ruvo funge da testa dalle ferrovie regionali FR1 e FR2.
È presente un hub ferroviario con 3 tronchi che permette lo scalo di treni che terminano la corsa alla stazione di Ruvo, per poter fare il cambio marcia e ripartire verso Bari Centrale.

## Servizi
La stazione di Ruvo è servita anche dal servizio di autolinee locale, che permette ai viaggiatori diversamente abili e con problemi di deambulazione di poter raggiungere tutti i punti utili e turistici della città. Il sottopassaggio presenta anche due sedili mobili per i diversamente abili.
- Biglietteria a sportello
- Biglietteria automatica
- Sala d'attesa
- Servizi igienici
- Parcheggio di scambio

All'esterno, affacciati al piazzale antistante Vittime del 12 luglio 2016, sono presenti:
- Bar
- Ristorante

## Interscambi
Il piazzale Vittime 12 luglio 2016, antistante la stazione, presenta un piccolo parcheggio e fermata per le autolinee locali di Ruvo di Puglia della società Scoppio Autolinee Srl. A sinistra della stazione è presente la velostazione, oltre al secondo parcheggio che si affaccia direttamente su Via A. Scarlatti, con fermata dell'autobus interurbana.
- Fermata autobus
- Velostazione